# Eburoviken

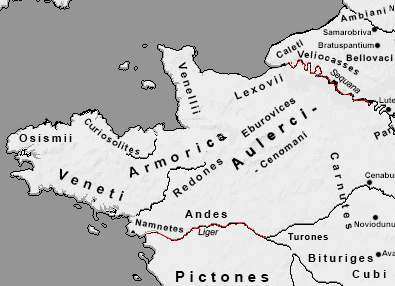
Karte mit Angabe des Stammesgebietes der Eburoviken

Die Eburoviken (lateinisch Eburovices) waren ein keltisch-gallischer Volksstamm aus dem Gebiet der unteren Seine und Loire. Sie gehörten als Teilstamm zum größeren Verbund der Aulerci. Die Eburoviken werden erstmals schriftlich von dem römischen Feldherrn Gaius Iulius Caesar in seinem Bericht De Bello Gallico über seine Kriege in Gallien genannt. Sie hatten im Jahr 56 v. Chr. ihren Senat getötet, weil dieser gegen den Krieg war. Sie schlossen sich der Revolte der Veneller an.
Die Eburoviken siedelten südlich der Seine. Das Gebiet ihrer civitas bildet heute den Hauptteil des Départements Eure. Ihre Hauptstadt war Mediolanum Aulercorum, das heutige Évreux, wo archäologisch für die römische Kaiserzeit ein Theater und eine Stadtmauer nachgewiesen sind. Benachbarte Stämme den Eburoviken waren die Veliocasses, die nördlich der Seine lebten, die Lexovier im Nordwesten und die Karnuten, die südlich der Avre siedelten.